# Neoxolmis rufiventris
Neoxolmis rufiventris là một loài chim trong họ Tyrannidae.